# カレル・シュヴァルツェンベルク

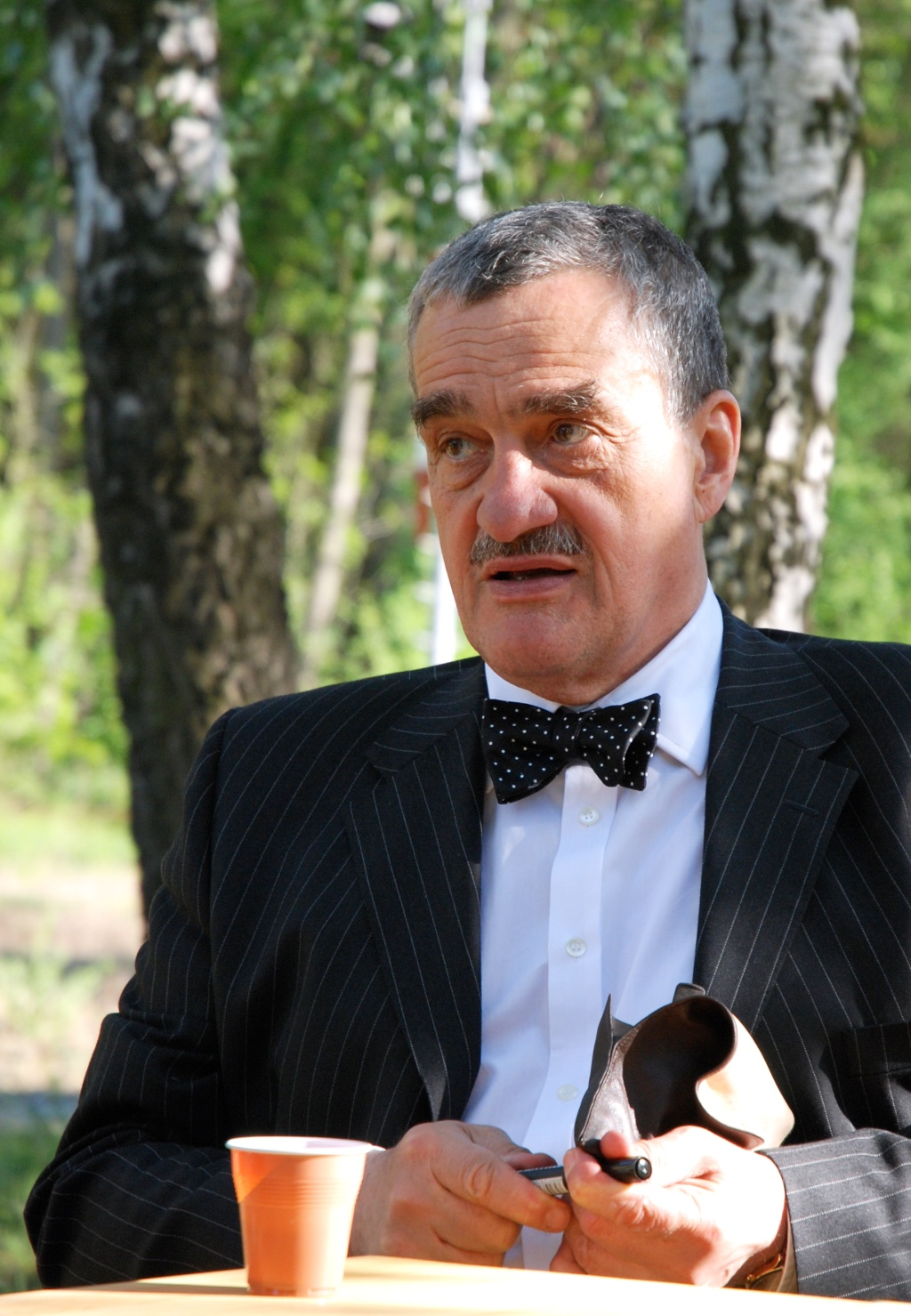
シュヴァルツェンベルク外相（2007年5月12日）

カレル・シュヴァルツェンベルク（チェコ語: Karel Schwarzenberg、1937年12月10日 - 2023年11月11日）は、チェコの政治家。外務大臣（2回）、第一副首相、TOP 09党首などを歴任した。
ボヘミア有数の大貴族だったシュヴァルツェンベルク侯家の家長（1979年 - 2023年）であった。ドイツ語の全名はカール・ヨハンネス・ネポムク・ヨーゼフ・ノルベルト・フリードリヒ・アントニウス・ヴラティスラウ・メナス・シュヴァルツェンベルク（Karl Johannes Nepomuk Joseph Norbert Friedrich Antonius Wratislaw Menas Schwarzenberg）。伝統的な貴族称号を重んじてシュヴァルツェンベルク侯（Karl(VII.) Johannes Fürst zu Schwarzenberg）と呼ばれることもある。

## 経歴
弟系シュヴァルツェンベルク侯家家長カール（Karl(VI.) Schwarzenberg、1911年 - 1986年）と、その妻のフュルステンベルク侯女アントーニエ（Antonie Prinzessin zu Fürstenberg、1905年 - 1988年）の間に長男（第2子）として生まれた。1948年に共産党のクーデターが起きると、家族で国外に亡命し、スイス国籍を取得してオーストリアに移住した。このためチェコスロバキアとスイスの二重国籍者となった。ウィーン大学とグラーツ大学で法学を、ミュンヘン大学で林学を学んだ。
1960年代より保守派のオーストリア国民党の党員として活動し、同党内ではシュヴァルツェンベルクを将来の外相候補に推す声も挙がった。その後、出身国チェコスロバキアの共産党独裁体制に対する抗議活動や人権擁護活動に活動の重点を移した。1984年から1991年まで、人権のための国際ヘルシンキ委員会の委員長を務め、1989年にヨーロッパ人権賞を受賞した。同年末にビロード革命が起きてチェコスロバキア共産党の独裁が終わると、同国に帰国した。
1990年7月から1992年7月にかけて、チェコ大統領ヴァーツラフ・ハヴェルの大統領府長官を務めた。ハヴェルとは長年の友人で、ハヴェルが1996年に笹川陽平とともに創設したフォーラム2000のメンバーにも名を連ねた。2004年11月にはプラハ第6区選出の元老院議員に就任した。2005年5月、ドイツ連邦議会議員アルノルト・ヴァーツと一緒にキューバを訪れた際に反体制派と会合を開こうとしたため、キューバを追い出された。2006年に元老院の外交・防衛・安全保障委員会委員長を務めた。
2007年1月から2009年5月まで、第2次ミレク・トポラーネク内閣の外務大臣を務めた。緑の党がシュヴァルツェンベルクを外相に指名した時、大統領ヴァーツラフ・クラウスがシュヴァルツェンベルクはオーストリアと強い結びつきがあり、国益を守る人物として不足があると反対したため、騒動が起きている。2009年上半期には欧州連合理事会議長国担当閣僚となった。同年、ミロスラフ・カロウセクとともに新党「伝統・責任・繁栄09（TOP 09）」を結党し、2010年チェコ議会下院選挙で総投票数の16%を獲得した。同党が下院の第3勢力となり、3党による中道右派のペトル・ネチャス連立政権において、第一副首相兼2度目の外務大臣に就任した。またこの選挙でシュヴァルツェンベルクは元老院から代議院（下院）へと鞍替えした。
2011年10月6日から8日にかけ、日本を公式訪問した。外務大臣玄葉光一郎ら政府要人と会談したほか、皇太子徳仁親王にも謁見している。東日本大震災で深刻な被害を受けた宮城県と福島県を訪れ、福島県には線量計10基を贈呈した。福島県で活動するカトリック教会には、チェコで崇敬を集めるプラハの幼きイエス像のレプリカを贈った。
2013年の大統領選挙に立候補し、1月11日から12日にかけて行われた投票の結果、得票率23％で2位となり、1位のミロシュ・ゼマン元首相（得票率24％）とともに1月25・26日投票の決選投票に進んだが、得票率45.19％で敗れた。2013年7月にネチャスが側近の汚職で退陣し、シュヴァルツェンベルクも第一副首相と外務大臣を退任した。
2023年11月11日、85歳で逝去。

## 家系・家族
1804年以来、シュヴァルツェンベルク侯家は兄系（1. Majorat）と弟系（2. Majorat）の2系統に枝分かれしていた。しかし兄系の最後の世代の男子相続者、アドルフ（1890年 - 1950年）、ヨーゼフ（1900年 - 1979年）およびハインリヒ（1903年 - 1965年）の3人には男子が無かった。1960年、弟系の次期家督相続者であるシュヴァルツェンベルクがハインリヒ侯子と養子縁組し、1979年にヨーゼフ侯子が亡くなると同時に兄系の家督を継いだ。これにより、シュヴァルツェンベルク侯家は一本化された。
1967年4月22日にゼーフェルトにおいて、旧伯爵家出身のテレーゼ・ハルデッグ（Therese Hardegg/Therese Gräfin zu Hardegg auf Glatz und im Machlande、1940年 - ）と結婚したが、1988年に離婚、そして2008年に復縁した。夫妻の間には以下の2男1女がいる。
- ヨハンネス・ネポムツェヌス・アンドレアス・ハインリヒ・ヨーゼフ・カール・フェルディナント・ヨハンネス・エヴァンゲリスト・ディー・ハイリゲン・ドライ・ケーニゲ・アハツ・ミヒャエル・マリア（チェコ語版）（1967年 - ） - （伝統的な称号として）シュヴァルツェンベルク侯ヨハンネス・ネポムツェヌス3世
- アンナ・カロリーナ・アントイネッテ・エリーザベト・テレジア・オルガ・アーデルハイト・マリア（1968年 - ） - 1997年、イギリスの脚本家ピーター・モーガンと結婚
- カール・フィリップ・エルンスト・フェルディナント・アルヴィヒ・キーリアン（1979年 - ） - 1988年、オーストリアの実業家・政治家トマス・プリンツホルン（英語版）の養子となり、養家姓を名乗る[17][18][19]

## 叙勲・栄典
- ヨーロッパ人権賞（英語版）（1989年） - レフ・ヴァウェンサと共同で受賞
- 金羊毛勲章（1991年）[20]
- トマーシュ・マサリク勲章（英語版）3等勲章（2002年）[21]
- オーストリア共和国有功大栄誉章（英語版）銀章星付（2005年）[22]
- ドイツ連邦共和国功労勲章大十字（3等）勲章（2008年）[23]
- マルタ騎士団名誉騎士勲章大十字章